# Saldaña de Burgos
Saldaña de Burgos es un municipio y localidad española de la provincia de Burgos, en la comunidad autónoma de Castilla y León, comarca de Alfoz de Burgos, partido judicial de Burgos.
La trama urbana de Saldaña de Burgos consta de dos núcleo: Ventas de Saldaña y Saldaña de Burgos, tras los crecimientos y sustituciones urbanísticas realizadas, las mayores trasformaciones urbanas se dan en la periferia, en particular en la zona sur de Ventas donde el crecimiento de uso residencial es predominante. Como resultado del crecimiento de la trama urbana, se han originado numerosos vacíos internos y unos bordes difusos.

## Geografía
Dista 10 km de Burgos, capital de su provincia. Se encuentra situada en la Ruta de la Lana. Consta de dos cascos urbanos: Ventas de Saldaña y Saldaña de Burgos. Distantes entre sí 1,5 km.
En el municipio confluye el río de Modúbar con el Ausín (este último afluente del primero). Se juntan en el término municipal de Saldaña de Burgos.
Linda con los municipios de Cardeñadijo, Modúbar de la Emparedada, Sarracín, Villariezo y Burgos

### Ubicación
| Noroeste: Burgos y Villariezo | Norte: Burgos y Cardeñadijo              | Noreste: Cardeñadijo              |
| Oeste: Villariezo y Sarracín  |                                          | Este: Modúbar de la Emparedada    |
| Suroeste: Sarracín            | Sur: Sarracín y Modúbar de la Emparedada | Sureste: Modúbar de la Emparedada |

## Historia
Saldaña es un pueblo situado a la vera de un camino que, con el tiempo uno de los nervios principales de la comunicación de España. Mientras que el núcleo poblacional se dedicaba a la agricultura, se creó el barrio de Las Ventas de Saldaña para la atención de los viandantes y la producción de carros de madera.
Aunque Saldaña apareció tempranamente como Villa del Alfoz Burgalés, en el archivo de Cardeña se conserva el primer documento que la menciona, data del 6 de julio de 1057, y por el cual sabemos que el matrimonio Pedro y Rutina venden al presbítero Jimeno una viña en Saldaña, lindante con el camino de Burgos, con otra viña de Enneco y con el camino de Vallunquera. Don Jimeno pagó 15 sueldos de plata por la viña, una suma considerable para la época.
Sin embargo, en 1044, se menciona a Villa Saldañuela en una escritura del Monasterio de San Pedro de Cardeña, un nombre derivado de Saldaña, que operaba como villa matriz y fundó otro asentamiento llamado Saldaña Menor o Saldañuela. Este pueblo existió y hoy se conserva en la casa-palacio al borde de la carretera de Burgos a Soria.
En 1250, durante el abadengo de Don Pedro Jiménez en el Monasterio de San Pedro de Cardeña, se cometió un asesinato en Saldaña: el vecino Diego Caro apareció muerto violentamente. El merino de Burgos acudió a la villa exigiendo el pago de una multa por homicidio, que debía ser pagada por todos los vecinos hasta que se encontrara al culpable. Sin embargo, el concejo de Saldaña, encabezado por los alcaldes Ordoño y García, rechazó la autoridad del merino. El caso se llevó a juicio en el claustro de la Catedral de Burgos, donde el abad y los vecinos supieron defenderse de la pretendida intromisión, pues el tribunal sentenció a su favor.
En el siglo XVI, la historia de Saldaña se enriqueció con la creación del dominio de Saldañuela en beneficio de Doña Isabel Osorio, una dama controvertida que yace en la iglesia de los Trinitarios en la vecina villa de  Sarracín. Doña Isabel, que había vivido en la corte real desde joven y mantenido una relación afectiva con el príncipe Felipe, luego Felipe II de España, regresó a Burgos con grandes aspiraciones y estableció su señorío en Saldañuela, donde construyó un hermoso palacio renacentista. La creación del señorío de Doña Isabel afectó la administración municipal de Saldaña, un predio centenario de Cardeña. Las relaciones entre el monasterio benedictino y los sucesivos propietarios del señorío fueron tensas, con numerosos pleitos que se prolongaron hasta el siglo XVIII.
Saldaña de Burgos, lugar que formaba parte de la Jurisdicción de Saldañuela en el partido de Burgos, uno de los catorce que formaban la Intendencia de Burgos durante el periodo comprendido entre 1785 y 1833 tal como se recoge en el Censo de Floridablanca de 1787. Tenía jurisdicción de señorío que ejercía entonces el marqués de Lazán, quien nombraba alcalde pedáneo.
Hoy en día, Saldaña mantiene su dinamismo en el sector servicios. Su proximidad a importantes vías de comunicación como la Madrid-Francia y la conexión con Levante aseguran su futuro, y su cercanía a la capital provincial es también un factor positivo.

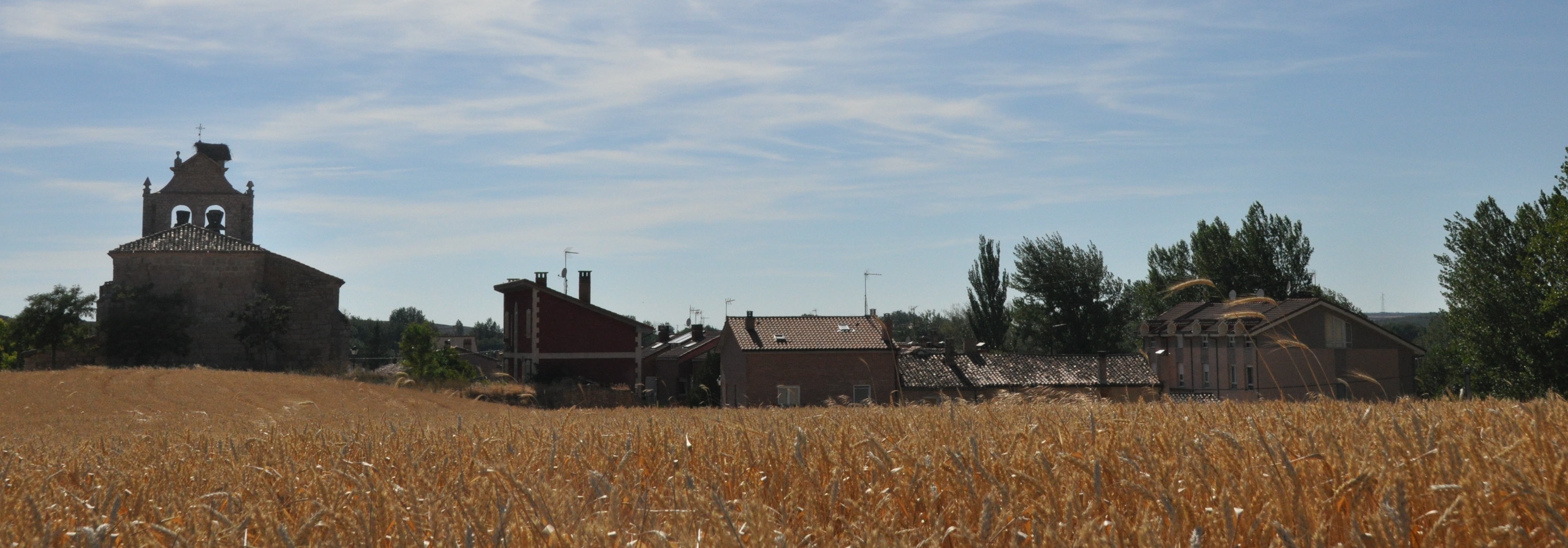
Vista desde el camino de Modúbar de la Emparedada

## Demografía
Saldaña de Burgos cuenta con una población de 202 habitantes (INE 2024).
| Gráfica de evolución demográfica de Saldaña de Burgos entre 1842 y 2021                                               |
| |
| Población de derecho según los censos de población del INE. Población de hecho según los censos de población del INE. |

## Monumentos
- Palacio de Saldañuela: ss. XVI-XVIII. Casa-palacio renacentista de gusto italianizante y tipología suburbana situado en el campo a 250 metros del casco urbano de Saldaña de Burgos. Su diseño y el programa decorativo manierista de sus principales elementos lo convierten en uno de los más refinados de la provincia. Fue mandado a construir por Isabel Osorio, hermosa dama de la Corte de Felipe II, con quien, dicen, tuvo dos hijos. Vulgarmente conocido como «El Palacio de la Puta», dista a 250 metros al sur del casco urbano. Actualmente pertenece a una entidad bancaria.
- Pilón: Fuente con Pilón de piedra arenisca, con decoración vegetal y arco de medio punto. Su construcción data del año 1889.
- Iglesia de la Santa Cruz.
- Molino: Esto es un antiguo molino que se encuentra situado a las afueras del pueblo, en la calle con el mismo nombre.

## Fiestas
- 14 de septiembre: Exaltación de la Santa Cruz.
- También se celebran diferentes actividades a lo largo del año, organizadas por la asociación del pueblo, llamada Peña Santa Cruz.
- En verano se organiza una fiesta para recaudar dinero para ONGs.